# Leichtathletik-Weltmeisterschaften 2011/3000 m Hindernis der Frauen

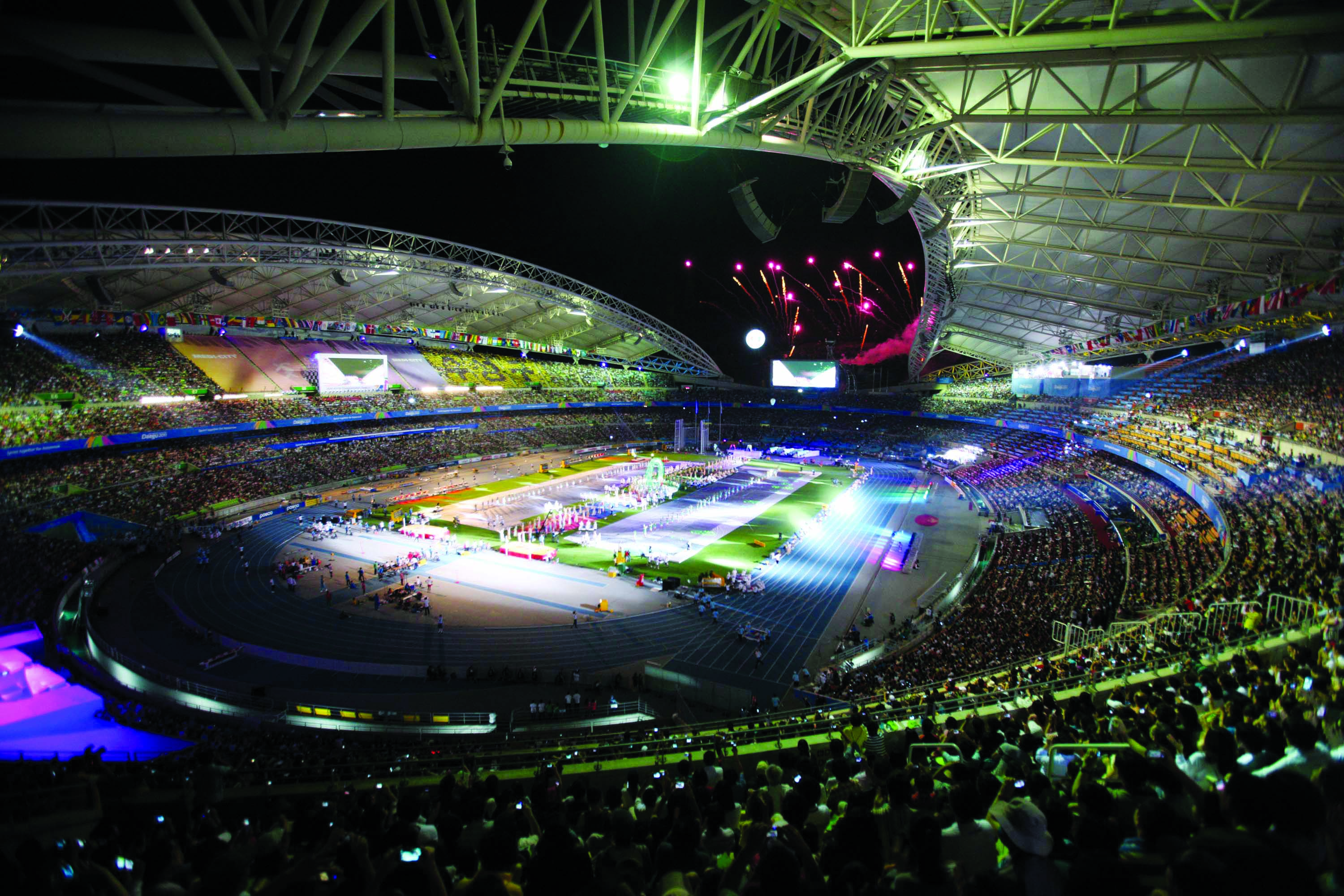
Das Daegu-Stadion im Jahr 2010

Der 3000-Meter-Hindernislauf der Frauen bei den Leichtathletik-Weltmeisterschaften 2011 wurde am 27. und 30. August 2011 im Daegu-Stadion der südkoreanischen Stadt Daegu ausgetragen.
Die kenianischen Hindernisläuferinnen errangen in diesem Wettbewerb mit Silber und Bronze zwei Medaillen. Weltmeisterin wurde die tunesische Vizeafrikameisterin von 2006 Habiba Ghribi. Silber gewann wie bei den Weltmeisterschaften 2009 die Afrikameisterin von 2010 Milcah Chemos Cheywa. Bronze ging an Mercy Wanjiku Njoroge.

## Bestehende Rekorde
| Weltrekord | 8:58,81 min | Gulnara Galkina    | OS 2008 in Peking, Volksrepublik China | 17. August 2008 |
| WM-Rekord  | 9:06,57 min | Jekaterina Wolkowa | WM 2007 in Osaka, Japan                | 27. August 2007 |

Der bestehende WM-Rekord wurde bei diesen Weltmeisterschaften nicht eingestellt und nicht verbessert.
Es wurde ein Landesrekord aufgestellt:

9:11,97 min – Habiba Ghribi (Tunesien), Finale am 30. August
Eine Weltjahresbestleistung (9:07,03 min im Finale durch die Russin Julija Saripowa) sowie ein weiterer Landesrekord (9:24,06 min im ersten Vorlauf durch die Türkin Binnaz Uslu) wurden annulliert, weil die betreffenden Läuferinnen gedopt waren.

## Doping
Dieser Wettbewerb war von sechs Dopingfällen überschattet.
- Julija Saripowa, Russland, zunächst Rang 1. Sie gehörte zu einer Gruppe von elf weiteren russischen Athleten, deren Nachtests früherer Dopingproben positiv waren. Bei ihr wurde das verbotene Steroid Turinabol gefunden, was vom Internationalen Sportgerichtshof CAS mit einer Sperre von zweieinhalb Jahren geahndet wurde. Ihre zwischen dem 20. Juni und 20. August 2011 sowie vom 3. Juli bis zum 3. September 2012 erzielten Resultate wurden annulliert.[2]
- Binnaz Uslu, Türkei, zunächst Siebte. Sie wurde erstmals 2007 bei einem Dopingverstoß erwischt und erhielt eine zweijährige Sperre.[3] Auch für die Weltmeisterschaften 2011 stellte sich bei Nachtests heraus, dass die Läuferin gedopt hatte, sodass ihr Resultat gestrichen wurde.[4] Sie wurde als Mehrfachtäterin auf Lebenszeit gesperrt.[5]
- Hanane Ouhaddou, Marokko, zunächst Achte. Sie wurde zweimal des Verstoßes gegen die Antidopingbestimmungen überführt und zuletzt mit einer Sperre von acht Jahren bis zum 10. Mai 2024 belegt. Ihre seit 2009 erzielten Resultate wurden annulliert.[6]
- Ljubow Charlamowa, Russland, zunächst Elfte. Sie wurde wegen eines positiven Dopingtests vom 27. Juli 2010 mit einer Sperre von zwei Jahren bis zum 14. Juni 2019 belegt. Ihre seit dem 27. Juli 2010 erzielten Resultate wurden annulliert.[7]
- Sara Moreira, Portugal, zunächst Zwölfte. Sie wurde zusammen mit einem weiteren Athleten des Einsatzes der verbotenen Substanz Methylhexanamin bei diesen Weltmeisterschaften überführt und für zwei Jahre gesperrt.[8]
- Iríni Kokkinaríou, Griechenland, im Vorlauf ausgeschieden. Ihr wurden zusammen mit acht anderen Athleten kurz vor den Olympischen Spielen 2012 Abweichungen im Biologischen Pass nachgewiesen. Sie erhielt eine Sperre und unter anderem ihr Resultat von diesen Weltmeisterschaften wurde gestrichen.[9]

Bedingt durch die nicht sofortige Disqualifikation der gedopten Sportlerinnen kam es zu zahlreichen Benachteiligungen von Athletinnen. Betroffen waren im Medaillenbereich vor allem zwei Läuferinnen sowie weitere fünf Wettbewerberinnen, denen die Teilnahme am Finale verwehrt blieb. Auf der Grundlage der hier erzielten Resultate waren dies folgende Läuferinnen:
- Medaillenbereich:
  - Habiba Ghribi, Tunesien – Ihr wurde der Weltmeistertitel erst mit mehrjähriger Verspätung zugesprochen.
  - Mercy Wanjiku Njoroge, Kenia – Sie erhielt ihre Bronzemedaille mehrere Jahre nach Abschluss des Wettbewerbs und konnte nicht an der Siegerehrung teilnehmen.
- Verwehrte Finalteilnahme:
  - Fionnuala Britton, Irland – für das Finale qualifiziert über ihren vierten Rang im ersten Vorlauf
  - Cristina Casandra, Rumänien – für das Finale qualifiziert über ihren vierten Rang im zweiten Vorlauf
  - Bridget Franek, USA – für das Finale qualifiziert über die Zeitregel (9:43,09 min im ersten Vorlauf)
  - Beverly Ramos, Puerto Rico – für das Finale qualifiziert über die Zeitregel (9:45,50 min im dritten Vorlauf)
  - Korene Hinds, Jamaika – für das Finale qualifiziert über die Zeitregel (9:52,11 min im ersten Vorlauf)

## Vorrunde
Die Vorrunde wurde in drei Läufen durchgeführt. Die ersten vier Athletinnen pro Lauf – hellblau unterlegt – sowie die darüber hinaus drei zeitschnellsten Läuferinnen – hellgrün unterlegt – qualifizierten sich für das Finale.

### Vorlauf 1
27. August 2011, 10:35 Uhr
| Platz | Name                  | Nation      | Zeit (min)                                      |
| ----- | --------------------- | ----------- | ----------------------------------------------- |
| 1     | Habiba Ghribi         | Tunesien    | 09:24,56                                        |
| 2     | Mercy Wanjiku Njoroge | Kenia       | 09:24,95                                        |
| 3     | Birtukan Adamu        | Äthiopien   | 09:28,82                                        |
| 4     | Fionnuala Britton     | Irland      | 09:41,17 eigentlich für das Finale qualifiziert |
| 5     | Bridget Franek        | USA         | 09:43,09 eigentlich für das Finale qualifiziert |
| 6     | Korene Hinds          | Jamaika     | 09:52,11 eigentlich für das Finale qualifiziert |
| 7     | Jana Sussmann         | Deutschland | 09:59,53                                        |
| 8     | Diana Martín          | Spanien     | 10:04,59                                        |
| 9     | Ángela Figueroa       | Kolumbien   | 10:06,00                                        |
| DOP   | Binnaz Uslu           | Türkei      | 09:24,06 für das Finale zugelassen              |
| DOP   | Hanane Ouhaddou       | Marokko     | 09:25,96 für das Finale zugelassen              |

Im ersten Vorlauf ausgeschiedene Hindernisläuferinnen:

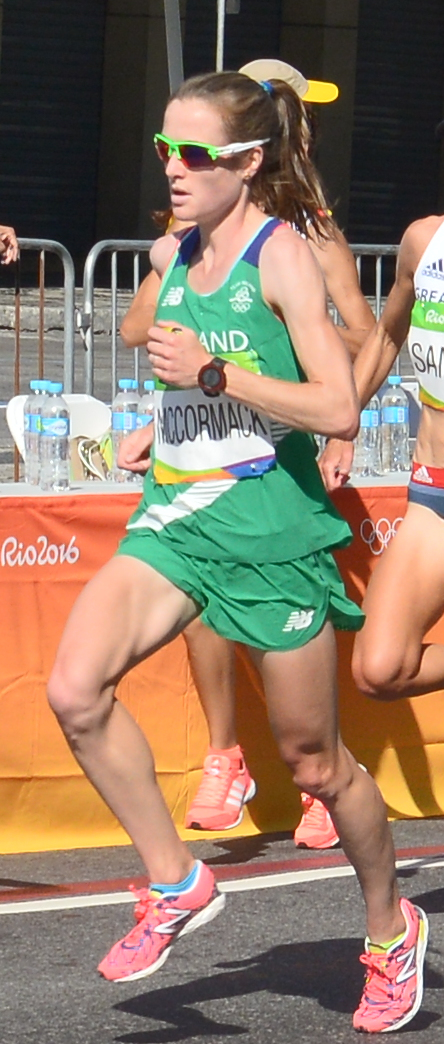
Fionnuala Britton – als Vierte in 9:41,17 min eigentlich für das Finale qualifiziert
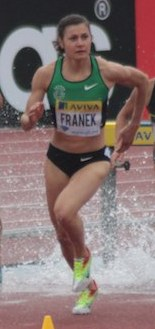
Bridget Franek – als Fünfte in 9:43,09 min eigentlich für das Finale qualifiziert
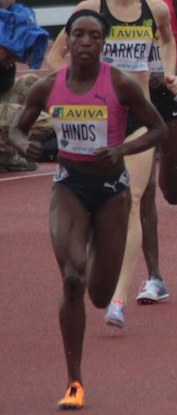
Korene Hinds – als Sechste in 9:52,11 min eigentlich für das Finale qualifiziert
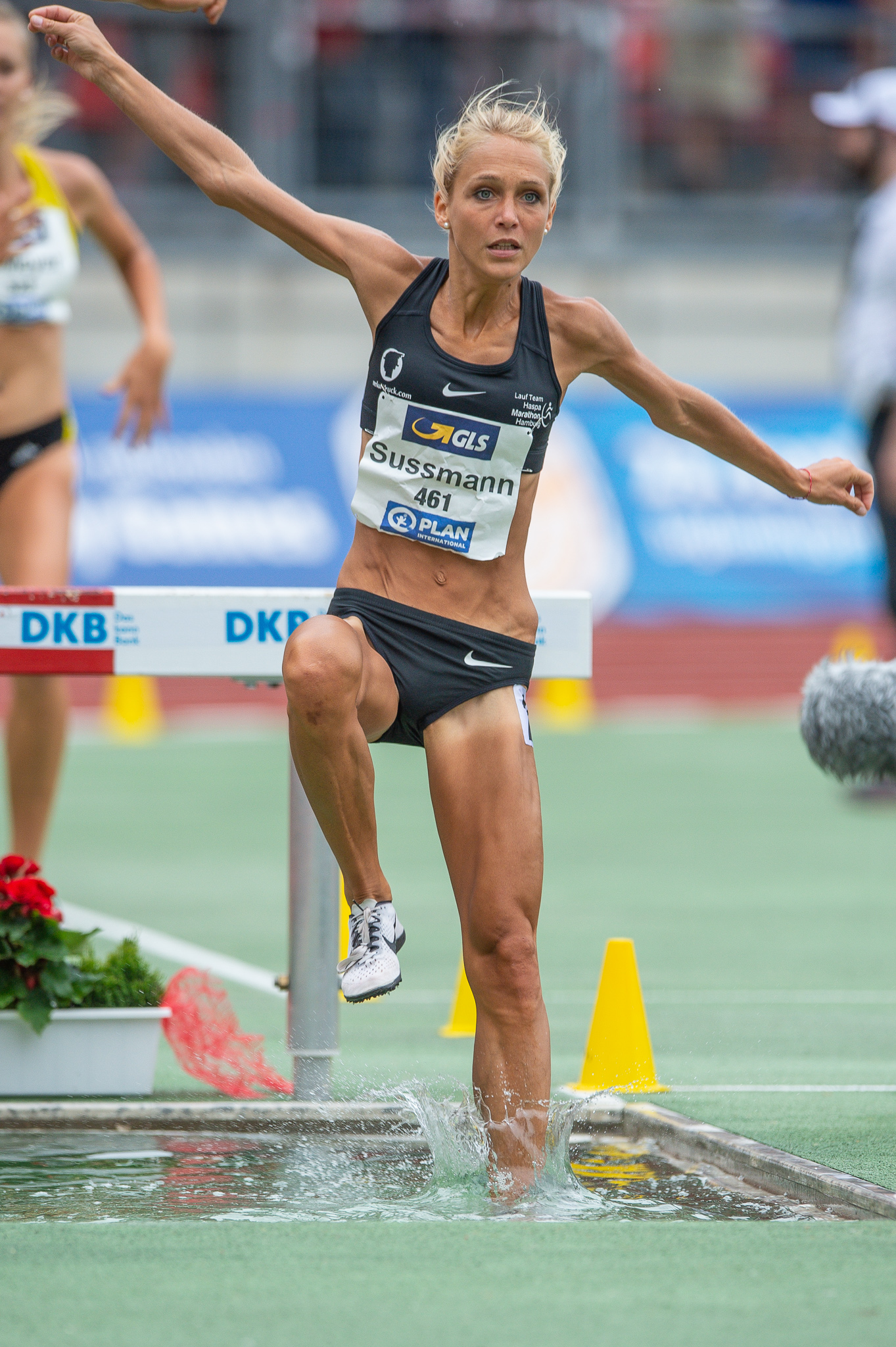
Jana Sussmann – ausgeschieden als Siebte in 9:59,53 min
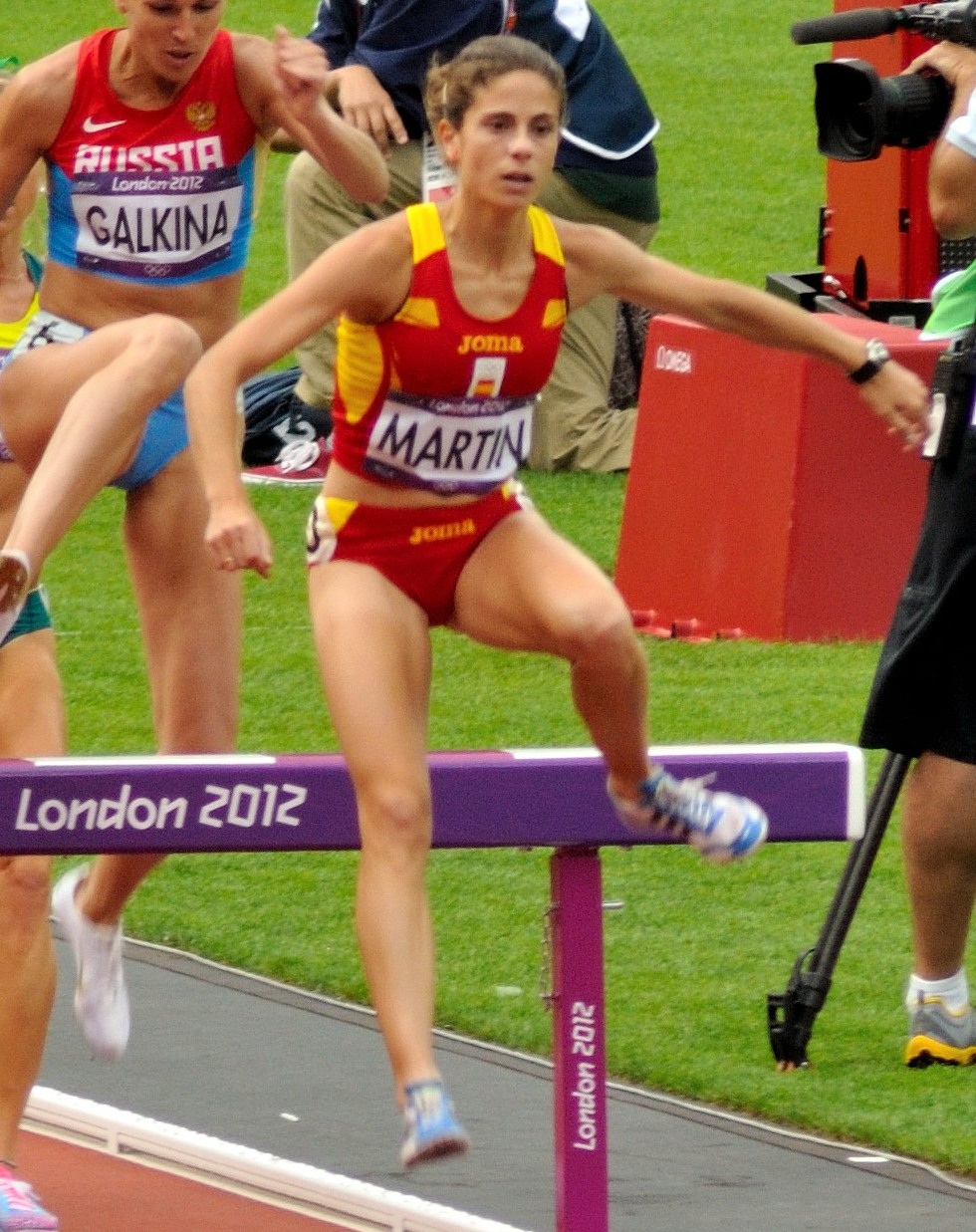
Diana Martín – ausgeschieden als Achte in 10:06,00 min

### Vorlauf 2
27. August 2011, 10:51 Uhr
| Platz | Name                 | Nation     | Zeit (min)                                      |
| ----- | -------------------- | ---------- | ----------------------------------------------- |
| 1     | Sofia Assefa         | Äthiopien  | 09:32,48                                        |
| 2     | Lydia Rotich         | Kenia      | 09:36,70                                        |
| 3     | Emma Coburn          | USA        | 09:38,42                                        |
| 4     | Cristina Casandra    | Rumänien   | 09:51,00 eigentlich für das Finale qualifiziert |
| 5     | Gülcan Mıngır        | Türkei     | 10:04,83                                        |
| 6     | Minori Hayakari      | Japan      | 10:05,34                                        |
| 7     | Salima Elouali Alami | Marokko    | 10:07,71                                        |
| 8     | Marcela Lustigová    | Tschechien | 10:12,54                                        |
| DNF   | Mardrea Hyman        | Jamaika    |                                                 |
| DOP   | Sara Moreira         | Portugal   | 09:36,97 für das Finale zugelassen              |
| DOP   | Ljubow Charlamowa    | Russland   | 09:40,04 für das Finale zugelassen              |

Im zweiten Vorlauf ausgeschiedene Hindernisläuferinnen:

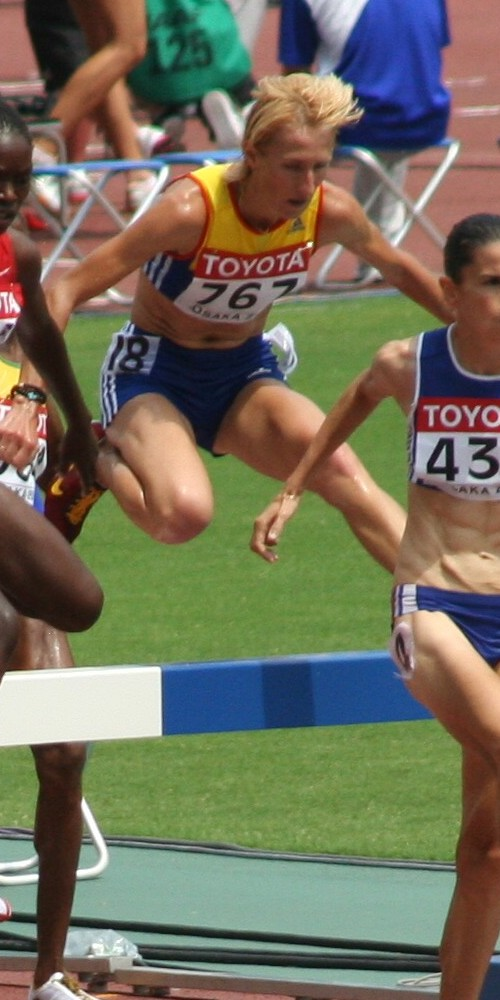
Cristina Casandra – als Vierte in 9:51,00 min eigentlich für das Finale qualifiziert
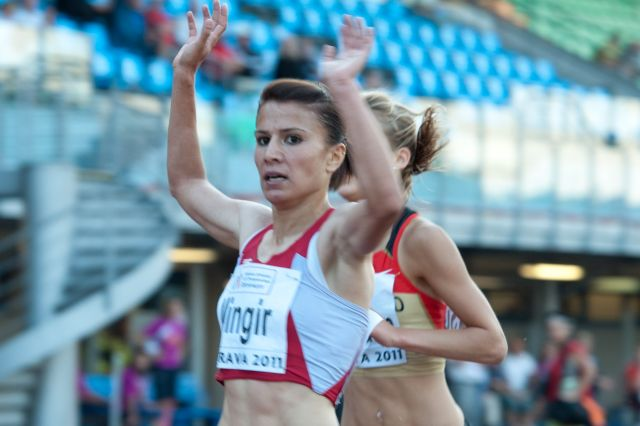
Gülcan Mıngır – ausgeschieden als Fünfte in 10:04,83 min
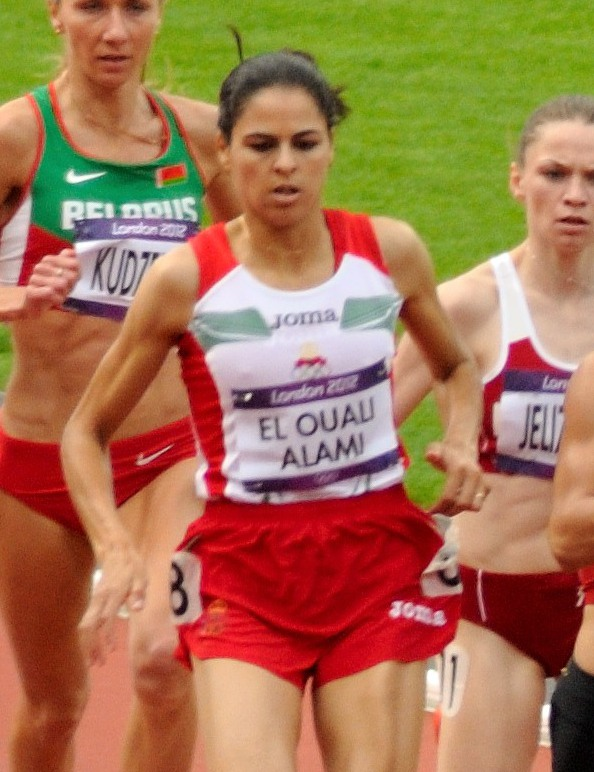
Salima Elouali Alami – ausgeschieden als Siebte in 10:07,71 min

### Vorlauf 3
27. August 2011, 11:07 Uhr
| Platz | Name                  | Nation         | Zeit (min)                                      |
| ----- | --------------------- | -------------- | ----------------------------------------------- |
| 1     | Milcah Chemos Cheywa  | Kenia          | 09:35,61                                        |
| 2     | Gesa Felicitas Krause | Deutschland    | 09:35,83                                        |
| 3     | Birtukan Adamu        | Äthiopien      | 09:37,31                                        |
| 4     | Barbara Parker        | Großbritannien | 09:38,21                                        |
| 5     | Beverly Ramos         | Puerto Rico    | 09:45,50 eigentlich für das Finale qualifiziert |
| 6     | Stephanie Garcia      | USA            | 09:53,47                                        |
| 7     | Stephanie Reilly      | Irland         | 09:55,49                                        |
| 8     | Sandra Eriksson       | Finnland       | 10:03,20                                        |
| 9     | Switlana Schmidt      | Ukraine        | 10:14,16                                        |
| DOP   | Julija Saripowa       | Russland       | 09:35,80 für das Finale zugelassen              |
| DOP   | Iríni Kokkinaríou     | Griechenland   | 10:15,18                                        |

Im dritten Vorlauf ausgeschiedene Hindernisläuferinnen:

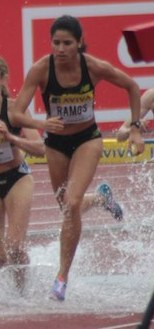
Beverly Ramos – als Fünfte in 9:45,50 min eigentlich für das Finale qualifiziert
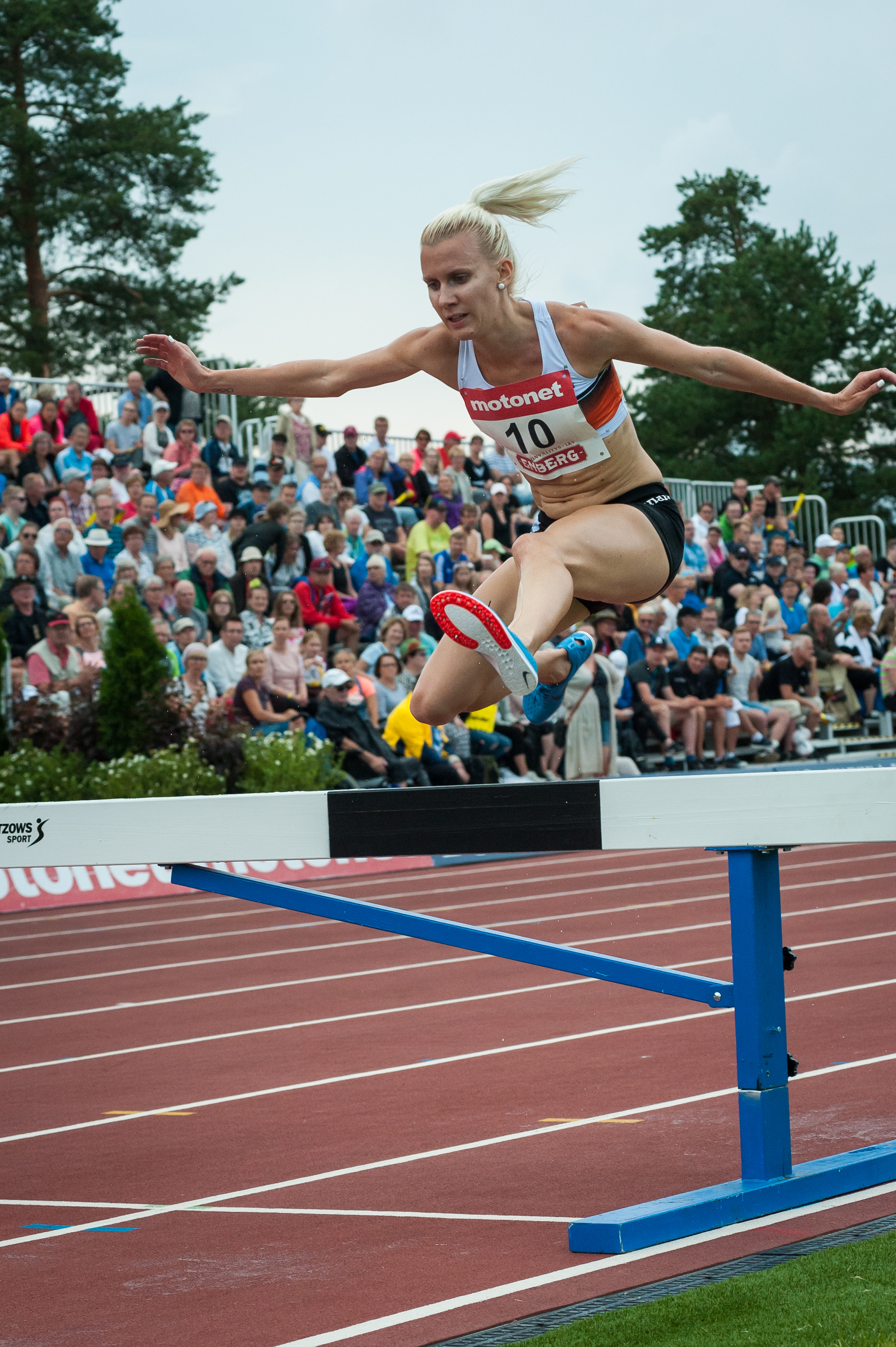
Sandra Eriksson – ausgeschieden als Achte in 10:03,20 min
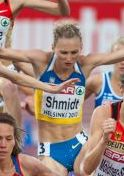
Switlana Schmidt – ausgeschieden als Neunte in 10:14,16 min

## Finale

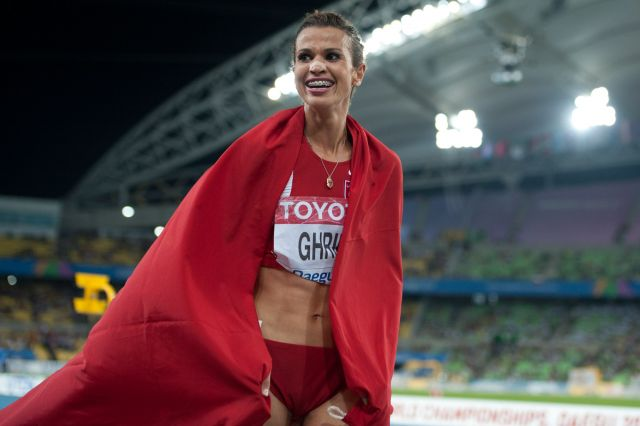
Weltmeisterin Habiba Ghribi – hier noch in der Annahme bei ihrer Medaille handele sich um Silber

30. August 2011, 21:20 Uhr
| Platz | Name                  | Nation         | Zeit (min)  |
| ----- | --------------------- | -------------- | ----------- |
| 1     | Habiba Ghribi         | Tunesien       | 09:11,97 NR |
| 2     | Milcah Chemos Cheywa  | Kenia          | 09:17,16    |
| 3     | Mercy Wanjiku Njoroge | Kenia          | 09:17,88    |
| 4     | Lydia Rotich          | Kenia          | 09:25,74    |
| 5     | Sofia Assefa          | Äthiopien      | 09:28,24    |
| 6     | Gesa Felicitas Krause | Deutschland    | 09:32,74    |
| 7     | Birtukan Adamu        | Äthiopien      | 09:36,81    |
| 8     | Emma Coburn           | USA            | 09:51,50    |
| 9     | Barbara Parker        | Großbritannien | 09:56,66    |
| 10    | Birtukan Adamu        | Äthiopien      | 10:05,10    |
| DOP   | Julija Saripowa       | Russland       | 09:07,03    |
| DOP   | Binnaz Uslu           | Türkei         | 09:31,06    |
| DOP   | Hanane Ouhaddou       | Marokko        | 09:32,36    |
| DOP   | Ljubow Charlamowa     | Russland       | 09:44,14    |
| DOP   | Sara Moreira          | Portugal       | 09:47,87    |

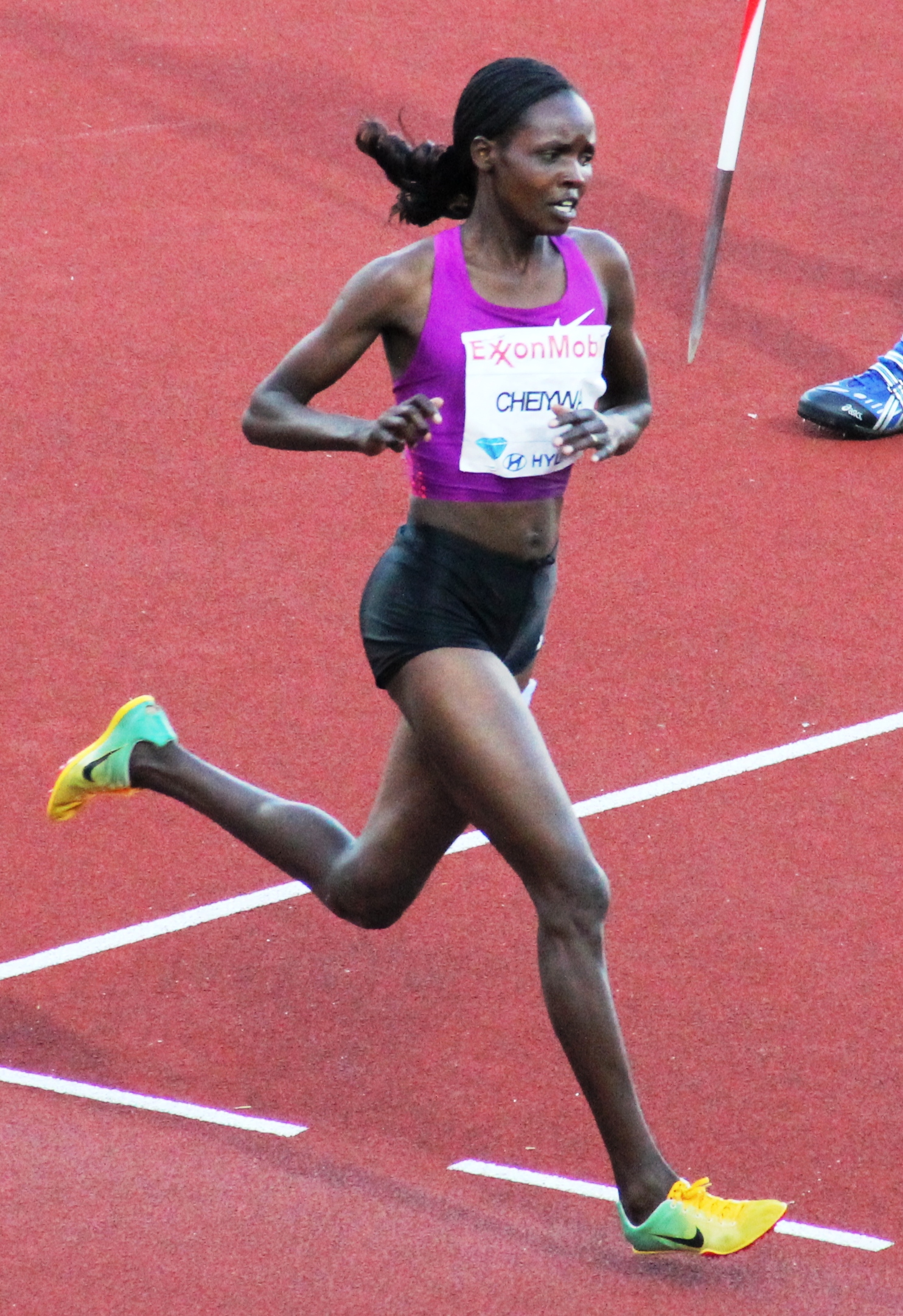
Vizeweltmeisterin Milcah Chemos Cheywa
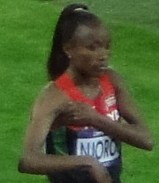
Bronzemedaillengewinnerin Mercy Wanjiku Njoroge
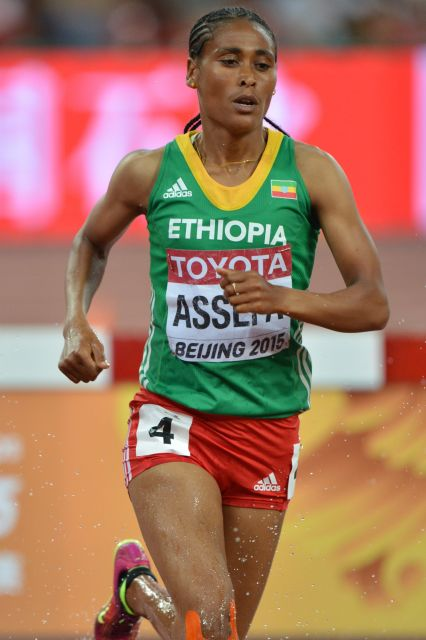
Sofia Assefa erreichte Platz fünf
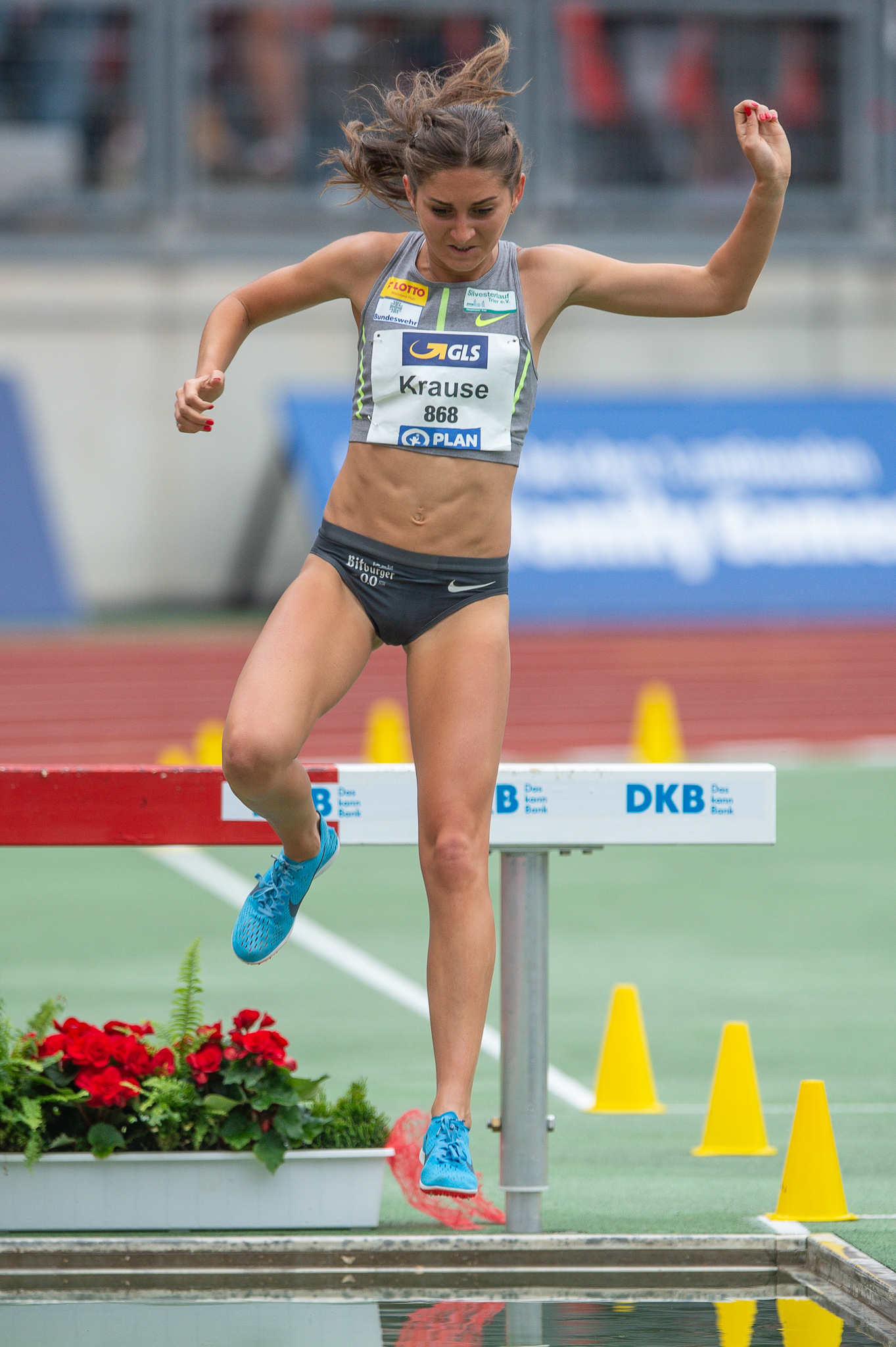
Gesa Felicitas Krause belegte Rang sechs
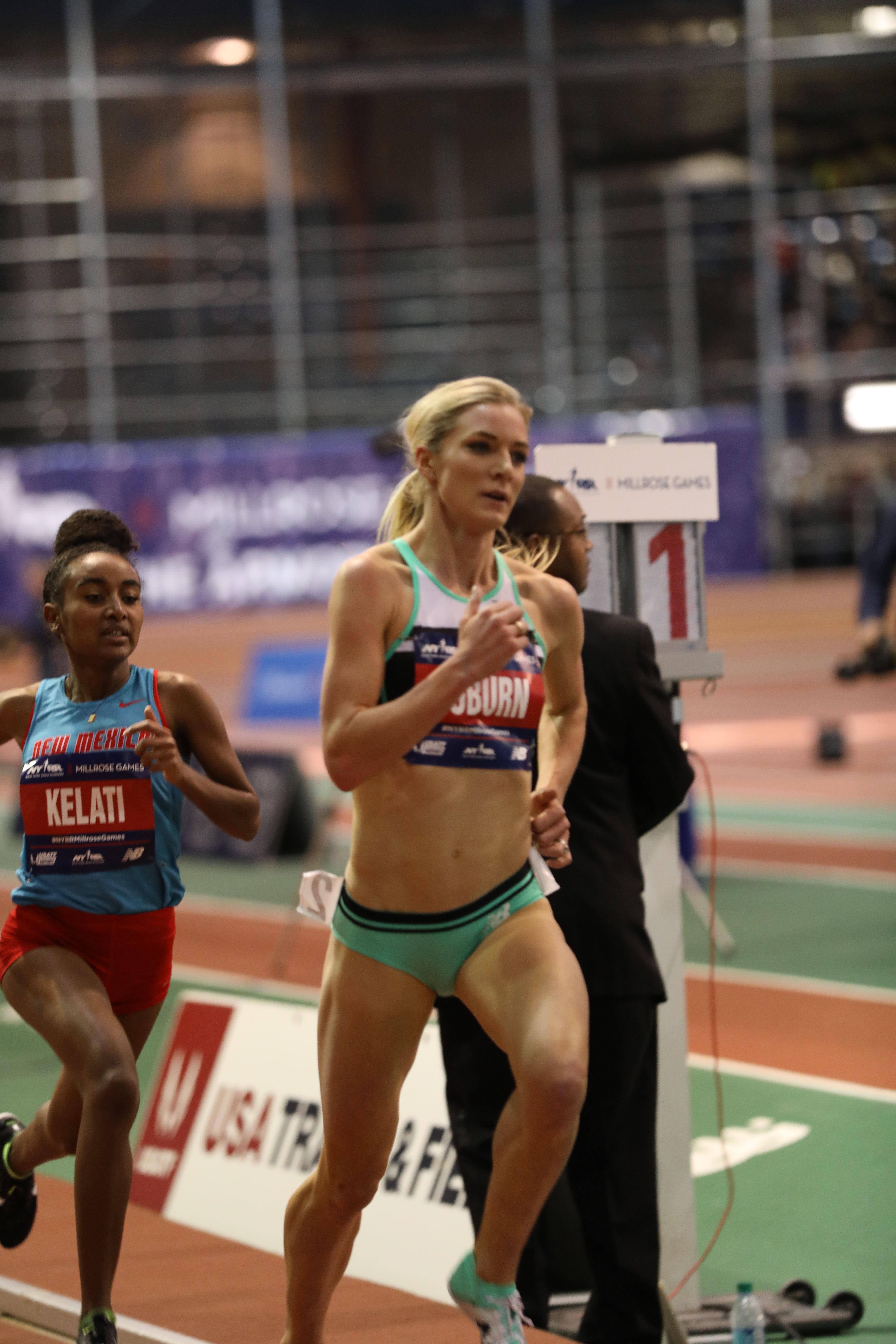
Emma Coburn kam auf den achten Platz
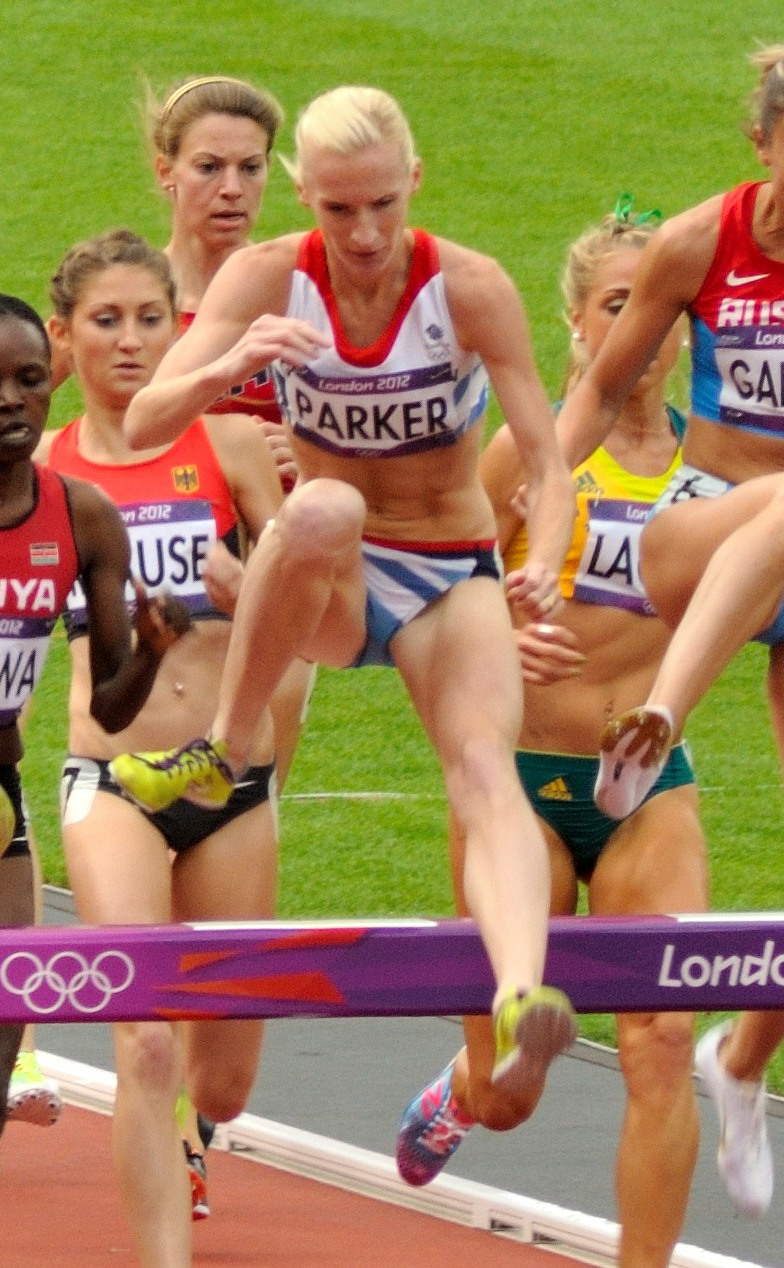
Die neuntplatzierte Barbara Parker

Die fünf Dopingsünderinnen in diesem Finale:

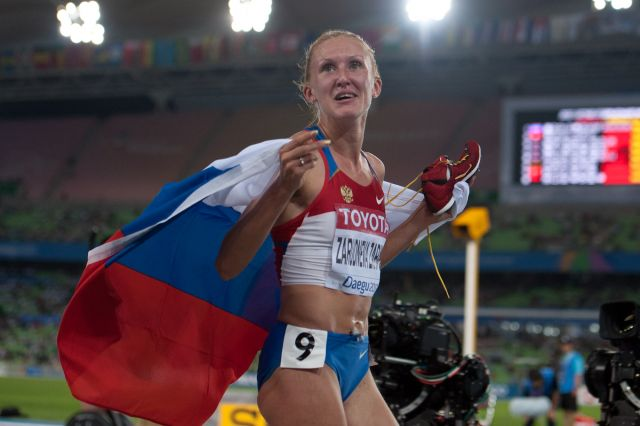
Julija Saripowa feierte hier noch ihren vermeintlichen Sieg
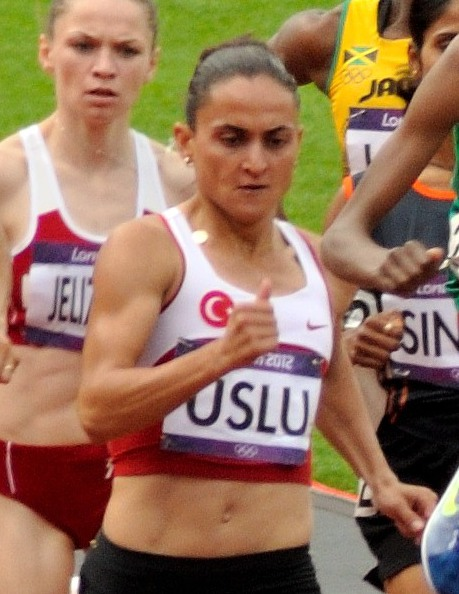
Binnaz Uslu – ursprüngliche Siebte
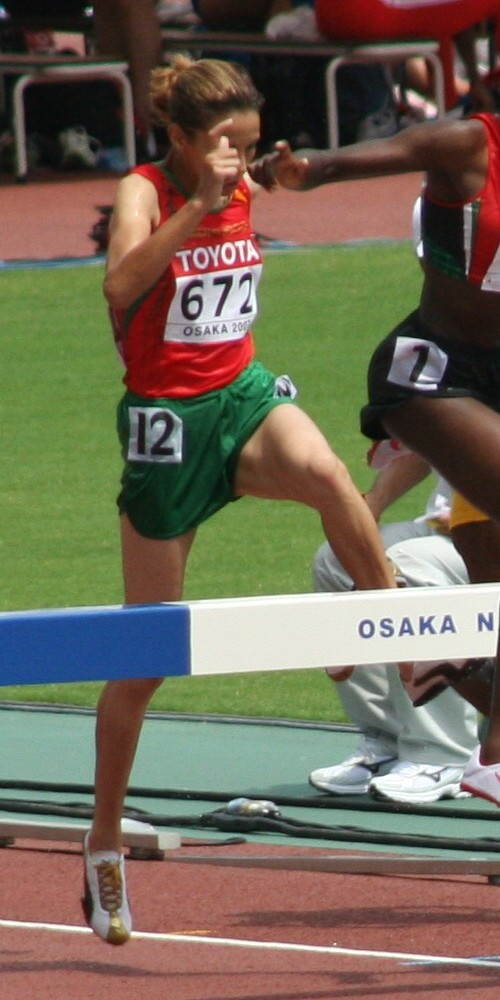
Hanane Ouhaddou – zunächst Achte
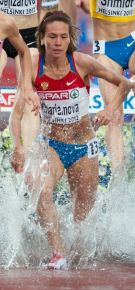
Ljubow Charlamowa – zunächst Elfte
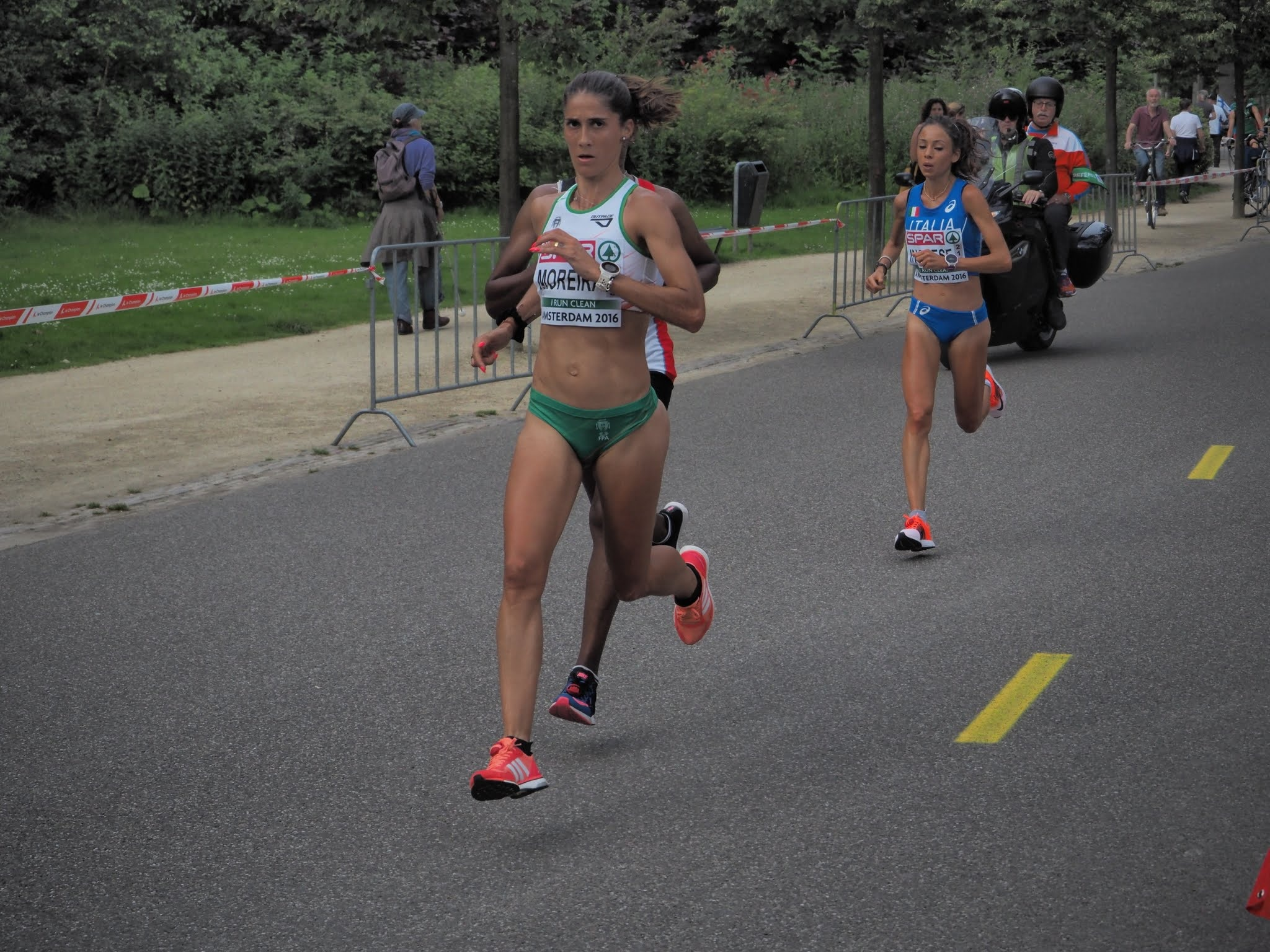
Sara Moreira – ursprüngliche Zwölfte

## Video
- Women's 3000m Steeplechase Final, youtube.com, abgerufen am 1. August 2016